# Alone in the Dark (computerspel uit 1992)
Alone in the Dark is een survival horror-avonturenspel uit 1992 bedacht door Frédérick Raynal en ontwikkeld door Infogrames voor MS-DOS. Later werd het spel uitgebracht voor andere computersystemen waaronder 3DO, Mac OS, FM Towns en Acorn Archimedes.

## Spelbesturing
De speler kan kiezen tussen het personage dat hij wil aansturen: Edward Carnby of Emily Hartwood. Edward is een privédetective die ingehuurd wordt door een antiquair om een piano te vinden. Emily is een nicht van Edward en gaat op zoek naar de piano omdat ze denkt dat deze de bron is van kwaadaardige krachten. De keuze tussen Edward of Emily heeft niet echt een invloed voor het verdere spelverloop; het is enkel een andere reden voor de zoektocht naar de piano.
Na een intro start het spel in de zolder van een herenhuis. Het doel is om een weg naar buiten te vinden waarbij men vijanden dient uit te schakelen. De manier waarop varieert: een fysisch gevecht, een gevecht met wapens, uitschakeling door het oplossen van puzzels of door de vijand te vermijden.
De speler kan diverse voorwerpen toevoegen tot zijn inventaris om later in het spel te gebruiken. Echter is er een limiet op het totale gewicht van voorwerpen dat hij kan dragen. Indien deze limiet wordt overschreden, zal hij andere voorwerpen uit zijn inventaris moeten achterlaten.

## Verhaal
In 1924 pleegt Jeremy Hartwood zelfmoord in zijn herenhuis "Dercato" waarvan gezegd wordt dat er kwaadaardige krachten heersen. Nadat de speler het herenhuis betreedt, slaat de deur dicht en start een zoektocht waarbij het hoofdpersonage in de zolder belandt en aangevallen wordt door monsters.  
Bij zijn zoektocht naar een uitweg vindt de speler documenten waaruit blijkt dat het huis gebouwd werd door Ezechiel Pregzt, een occulte zeerover. Onder het huis zijn grotten waarin geheime, duistere rituelen werden uitgevoerd die Ezechiel van rijkdom voorzagen, maar ook van een onnatuurlijk lang leven. Pregzt werd doodgeschoten en het huis werd vernield door soldaten tijdens de Amerikaanse burgeroorlog. Sindsdien leeft de geest van Ezechiel verder in de grotten onder het huis.
Hartwood pleegde zelfmoord om te voorkomen dat Ezechiel zijn fysieke lichaam overnam. Nu wil Ezechiel het fysieke lichaam van de speler overnemen. Wanneer de speler overmeesterd wordt door een vijand, zal hij overgebracht worden naar een offertafel waar Ezechiel bezitneemt van dat lichaam en het spel eindigt. Slaagt de speler er in om het herenhuis ongeschonden te verlaten, dan wordt hij met een taxi teruggebracht naar de bewoonde wereld.

## Achtergrond
Het verhaal is gebaseerd op boeken van Edgar Allan Poe, H. P. Lovecraft, Clark Ashton Smith en Stephen Fry waaronder "The Fall of the House of Usher", "Necronomicon", "De Vermis Mysteriis", "Cthulhu Mythos" en "The Return of the Sorcerer".